# NGC 5891
NGC 5891 (другие обозначения — MCG -2-39-15, IRAS15134-1118, PGC 54491) — галактика в созвездии Весы.
Этот объект входит в число перечисленных в оригинальной редакции «Нового общего каталога».